# Huttenburg Altengronau
Die Huttenburg Altengronau ist eine Niederungsburg auf etwa 235 ü. NN im Ortsteil Altengronau der Gemeinde Sinntal im Main-Kinzig-Kreis in Hessen.

## Geschichte
Die Huttenburg Altengronau wurde durch Alexander von Hutten im Zeitraum von 1548 bis 1552 als Renaissanceschloss erbaut. Für den Bau wurde vermutlich Material der zerstörten zweiten huttischen Wehranlage zu Altengronau verwendet, für deren Existenz keine gesicherten archäologischen Befunde vorliegen, deren Standort jedoch im Oberdorf ("Alter Keller") vermutet wird. Zuletzt bewohnte ein Adam von Hutten die Burg; mit seinem Tode am 4. September 1627 erlosch die von Alexander begründete Linie derer von Hutten zu Gronau im Mannesstamm. Im Jahre 1648 wurden die im Dreißigjährigen Krieg zerstörten Besitzungen der Herren von Hutten zu Gronau durch Philipp Daniel von Hutten zu Sannerz an Amalie Elisabeth von Hanau-Münzenberg, Landgräfin von Hessen-Kassel, verkauft. Die Huttenburg diente ab diesem Zeitpunkt als Fruchtspeicher zur Sammlung und Aufbewahrung des Zehnten. Die Burgruine wurde im Jahre 1752 wieder aufgebaut und mit einem zeitgemäßen Mansarddach versehen. Während des Baus der Bahnstrecke Flieden–Gemünden in der zweiten Hälfte des 19. Jahrhunderts diente die Burg als Lazarett für die Eisenbahnarbeiter. Von 1875 bis 1960 wurde sie als Schulhaus genutzt.

## Anlage
Die Huttenburg Altengronau ist ein dreigeschossiger Steinbau mit zwei Eckrundtürmen. Heute nicht mehr sichtbar ist die Wehrmauer mit den beiden Ecktürmen, die das viereckige Burgareal umschloss.

## Heutige Nutzung
Die Burg befindet sich heute in Privatbesitz von Friedrich Karl Freiherr von Hutten zum Stolzenberg, der sie seit 1983 bewohnt.